# Яєчне масло
Яєчне масло (фін. munavoi, ест. munavõi) — це суміш вершкового масла і рубаних, зварених круто яєць. Це одна з найпопулярніших намазок в естонській та фінській кухні.
У Фінляндії яєчним маслом, як правило, намазують гарячі карельські пиріжки. В Естонії яєчне масло і житній хліб традиційно вважаються великоднею їжею.